# Сенница (гмина)
Сенница (пол. Siennica) — сельская гмина (волость) в Польше, входит как административная единица в Миньский повет, Мазовецкое воеводство. Население — 6971 человек (на 2004 год).

## Демография
| Перепись                       | Всего   | Всего | Женщины | Женщины | Мужчины | Мужчины |
| ------------------------------ | ------- | ----- | ------- | ------- | ------- | ------- |
| Единицы                        | человек | %     | человек | %       | человек | %       |
| Население                      | 6971    | 100   | 3471    | 49,8    | 3500    | 50,2    |
| Плотность населения (чел./км²) | 63      | 63    | 31,3    | 31,3    | 31,6    | 31,6    |

## Сельские округа
1. Бествины
2. Борувек
3. Божа-Воля
4. Буды-Ленкавицке
5. Хелст
6. Домброва
7. Длужев
8. Дрожджувка
9. Дзельник
10. Гонголина
11. Гжебовильк
12. Юлианув
13. Конты
14. Космины
15. Кшивица
16. Кульки
17. Лясомин
18. Ленкавица
19. Майдан
20. Нова-Погожель
21. Нове-Залесе
22. Новодвур
23. Новодзельник
24. Новы-Старогруд
25. Новы-Зглехув
26. Погожель
27. Птаки
28. Сенница
29. Сёдло
30. Стара-Весь
31. Старогруд
32. Струги-Кшивицке
33. Свобода
34. Свентохы
35. Войцехувка
36. Вулька-Длужевска
37. Залесе
38. Зглехув
39. Жаков
40. Жакувек

## Соседние гмины
1. Гмина Цеглув
2. Гмина Колбель
3. Гмина Лятович
4. Гмина Миньск-Мазовецки
5. Гмина Парысув
6. Гмина Пилява